# Dienstädt
Dienstädt ist ein Ortsteil der Gemeinde Eichenberg im Saale-Holzland-Kreis in Thüringen.

## Geografie
Dienstädt liegt westlich von Eichenberg im Dehnatal, einem Seitental des Saaletals, im sehr kupierten Gelände. Die beidseitigen Hänge und Anhöhen aus Muschelkalk sind meist bewaldet. Über Ortsverbindungsstraßen wird die Bundesstraße 88 und das Umland von Kahla und Jena erreicht.

## Geschichte

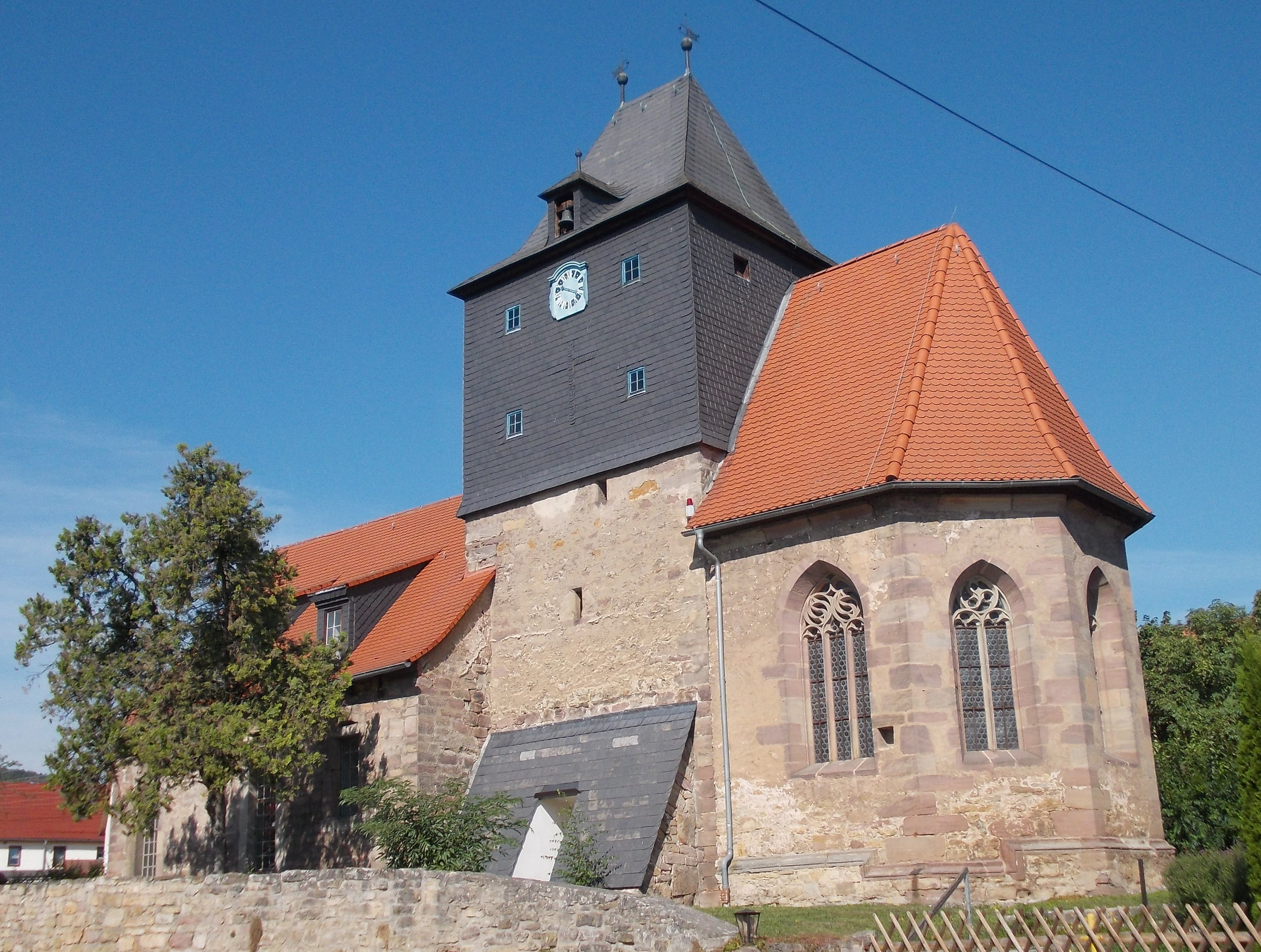
Kirche Dienstädt

Dienstädt wurde bereits am 18. Mai 876 erstmals urkundlich erwähnt. Im Mittelalter gehörte das Dorf den Grafen von Orlamünde. Im Zentrum des Dorfes steht die Dorfkirche St. Sebastian, deren Anlage bis in das 13. Jahrhundert zurückreicht.
Eichenberg-Dienstädt-Kleinbucha sind bestrebt, ihren Charakter zu wahren und zusammenzuarbeiten. Das kommt beispielsweise bei der Dorferneuerung zum Ausdruck. Durch diese Aktivität ist die Einwohnerzahl von 420 auf 465 Personen angewachsen.
Die Agrargenossenschaft Eichenberg und die Schäferei Heyn sowie die Naturrind GmbH Langenorla bewirtschaften die Gemarkung der vereinigten Orte. Hinzu kommen noch Handwerksbetriebe und auch der Tourismus.

## Persönlichkeiten
- Johannes Meister (1892–1966), Jurist, Politiker (NSDAP)